# Luc Blanvillain
 (août 2011).
Si vous disposez d'ouvrages ou d'articles de référence ou si vous connaissez des sites web de qualité traitant du thème abordé ici, merci de compléter l'article en donnant les références utiles à sa vérifiabilité et en les liant à la section « Notes et références ».
Luc Blanvillain (né à Poitiers le 7 novembre 1967) est un écrivain français.

## Biographie
Luc Blanvillain naît le 7 novembre 1967 à Poitiers.
Après des études de lettres, à Orléans et à Tours, il passe les concours de l’Éducation nationale et devient professeur de lettres. Il enseigne à Verneuil-sur-Avre, en Normandie, puis à Lannion au lycée Félix Le Dantec, en Bretagne.

## Romans
- Nos âmes seules, Plon Roman, 2015.
- Le Répondeur, Quidam, 2020. Œuvre adaptée sous le même nom au cinéma en 2025 par Fabienne Godet[1], film sorti en juin 2025.
- Pas de soucis, Quidam, 2022.
- Sur les roses, Quidam, 2024.

## Romans Jeunesse
- Olaf chez les Langre (2008), Quespire éditeur.
- Crimes et jeans slim (2010), Quespire éditeur et Le Livre de Poche jeunesse, 2013.
- Une histoire de fous (2011), Milan poche Junior.
- Un amour de geek (2011), Plon jeunesse et Le Livre de Poche jeunesse, 2013.
- Opération Gerfaut (2012), Quespire éditeur.
- Cupidon Power (2013), L’École des Loisirs, médium.
- Le Démon des brumes (2013), Seuil jeunesse.
- Dans le cœur d’Alice (2013), Hachette, collection Bloom et Le Livre de Poche jeunesse, 2015.
- Wi-fi génie (2014), Scrineo.
- Journal d'un nul débutant (2014), L'école des Loisirs.
- Mes parents sont dans ma classe (2015), L'école des Loisirs.
- La nébuleuse Alma (2016), L'école des loisirs.
- Le monde selon Walden (2016), Scrineo.
- L'incroyable voyage de M. Fogg (2017), Hachette.
- Mon stress monstre (2017), L'école des loisirs.
- Roméo Moustique sympathique (2017), Poulpe Fictions.
- Le grand fauve (2018), L'école des loisirs.
- Mon cher ami (2019), L'école des loisirs.
- Le manoir aux mystères (2019), Scrinéo.
- Chat s'en va et Chat revient (2020), Fleurus.
- Le journal de Raymond le démon - 1. Où est le mal ? (2021), l'école des loisirs.
- Le journal de Raymond le démon - 2. Un bien fou! (2022), l'école des loisirs.

## Bande dessinée
- Vies, Mœurs et Opinions (scénario), avec Nicolas Pothier (dessin), auto-édition, 1988.
- Jours d'aujourd'hui (scénario), avec Nicolas Pothier (dessin), Week-end doux, 1992  (ISBN 290918210X).